# Suillus luteus
Suillus luteus (Carl Linné, 1753 ex Henri François Anne de Roussel, 1796) din încrengătura Basidiomycota în familia Suillaceae și de genul Suillus, este o ciupercă comestibilă care coabitează, fiind un simbiont micoriza (formează micorize pe rădăcinile arborilor). Buretele este numit în popor turta vacii, de asemenea văcuțe și se dezvoltă foarte des în România, Basarabia și Bucovina de Nord în grupuri mari și cercuri, pe soluri nisipoase sărace, în păduri de conifere rare, la marginea lor și cea de drumuri ierboase, sub pini, chiar și în plantări de molizi tineri, printre iarbă și Ericaceae, pe mușchi, din iunie până în octombrie (noiembrie).

## Descriere

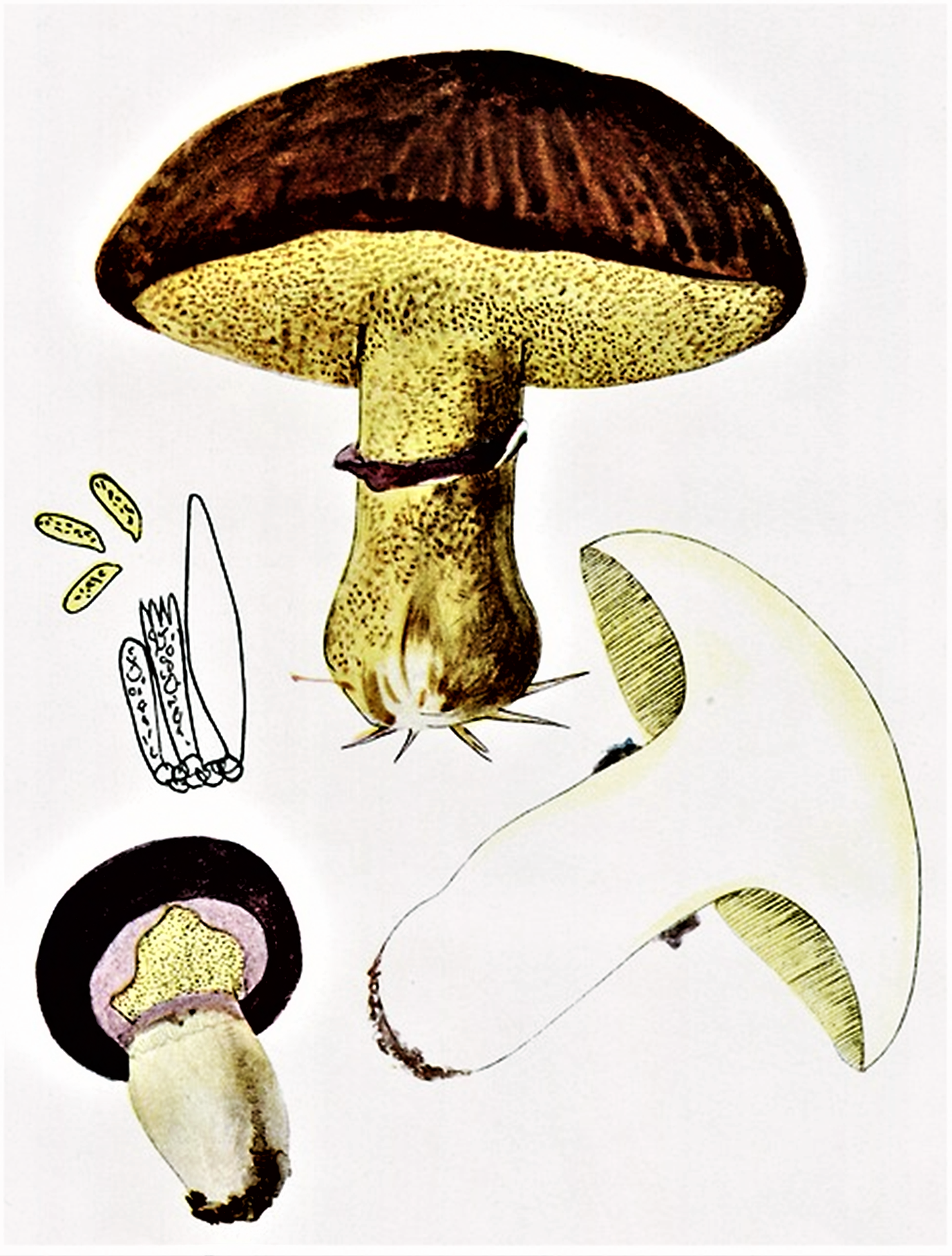
Bres.: Boletus luteus

- Pălăria: are un diametru de 5-12 cm, este inițial cărnoasă și compactă, semisferică cu marginea răsfrântă în jos, devenind apoi mai moale, convexă și la bătrânețe întinsă, adesea cu marginea ușor ondulată. Cuticula este netedă, lipicioasă și vâscoasă pe timp umed sau prin roua dimineții și lucioasă pe vreme uscată. Ea se separă ușor de pălărie. Coloritul variază de la brun-gălbui peste maroniu-roșiatic închis până la maro ca ciocolata.
- Tuburile și porii: sporiferele sunt la început de un galben pal până de lămâie, devenind cu maturitatea brun-gălbuie până turbur-măslinii, fiind scurte și unghiulare, aderate la picior sau ușor decurente și nu se schimbă la culoare când pălăria este tăiată. Ele sunt acoperite în tinerețe de un văl parțial albicios care la maturitate se rupe. Ele se separă ușor de pălărie. Porii înguști și galbeni sunt rotunjor-unghiulari, la maturitate galben murdari.
- Piciorul: are o înălțime de 6-10 (12) cm și o lățime de 1-2,5 cm, este cilindric, câteodată neregulat, compact și solid, plin, adesea ușor îngroșat la bază, cu un inel (tot datorită vălului parțial) albicios până violaceu, membranos, ondulat și atârnat în jos, fragil și fugace precum destul de apropiat pălăriei. În zona superioară al lui este colorat ca porii, arătând o rețea fină galbenă, presărată cu negi mici albi care se decolorează mai târziu brun-roșiatic închis. Pe partea inferioară este mai închis cu nuanțe maronii sau violete cu numeroase punctișoare maronii la bază.
- Carnea: este la început tare și compactă, dar devine moale și spongioasă cu maturitatea avansată, fiind de culoare alb-gălbuie până galbenă ca lămâia, decolorată roșiatic la bază. Mirosul este ușor aromatic, gustul plăcut acrișor.
- Caracteristici microscopice: are spori netezi și fusiformi, pulberea lor fiind de un ocru închis.Au o mărime de 7-10 x 3-3,5 microni.[3][4]
- Reacții chimice: Buretele se decolorează cu acid sulfuric intensiv galben până ocru-portocaliu, sub aburi de amoniac gri deschis, cu formaldehidă sulfurică galben, cu Hidroxid de potasiu gri și cu sulfat de fier ușor gri-albăstrui până galben-verzui.[5]

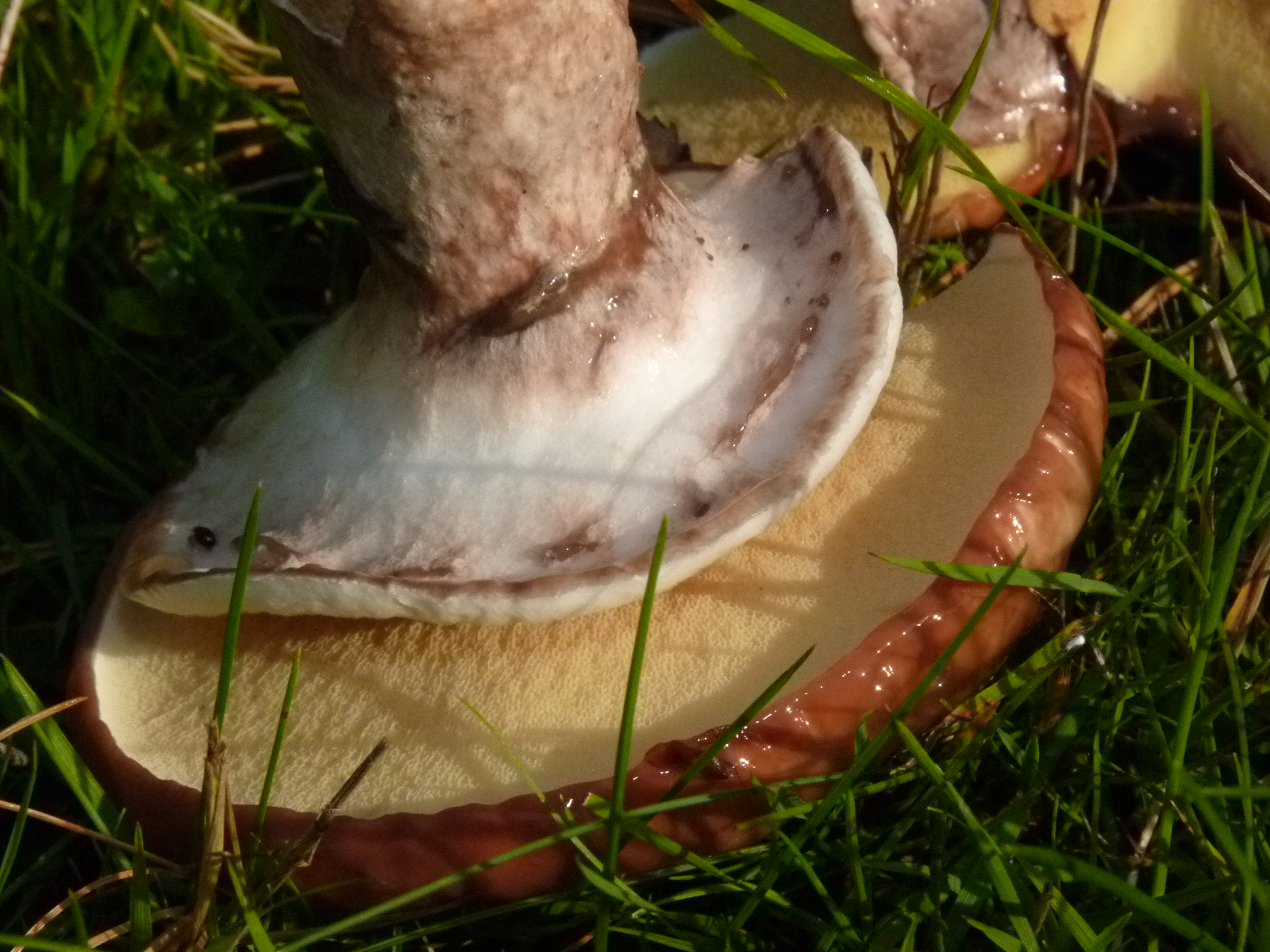
S. luteus, pori și văl parțial
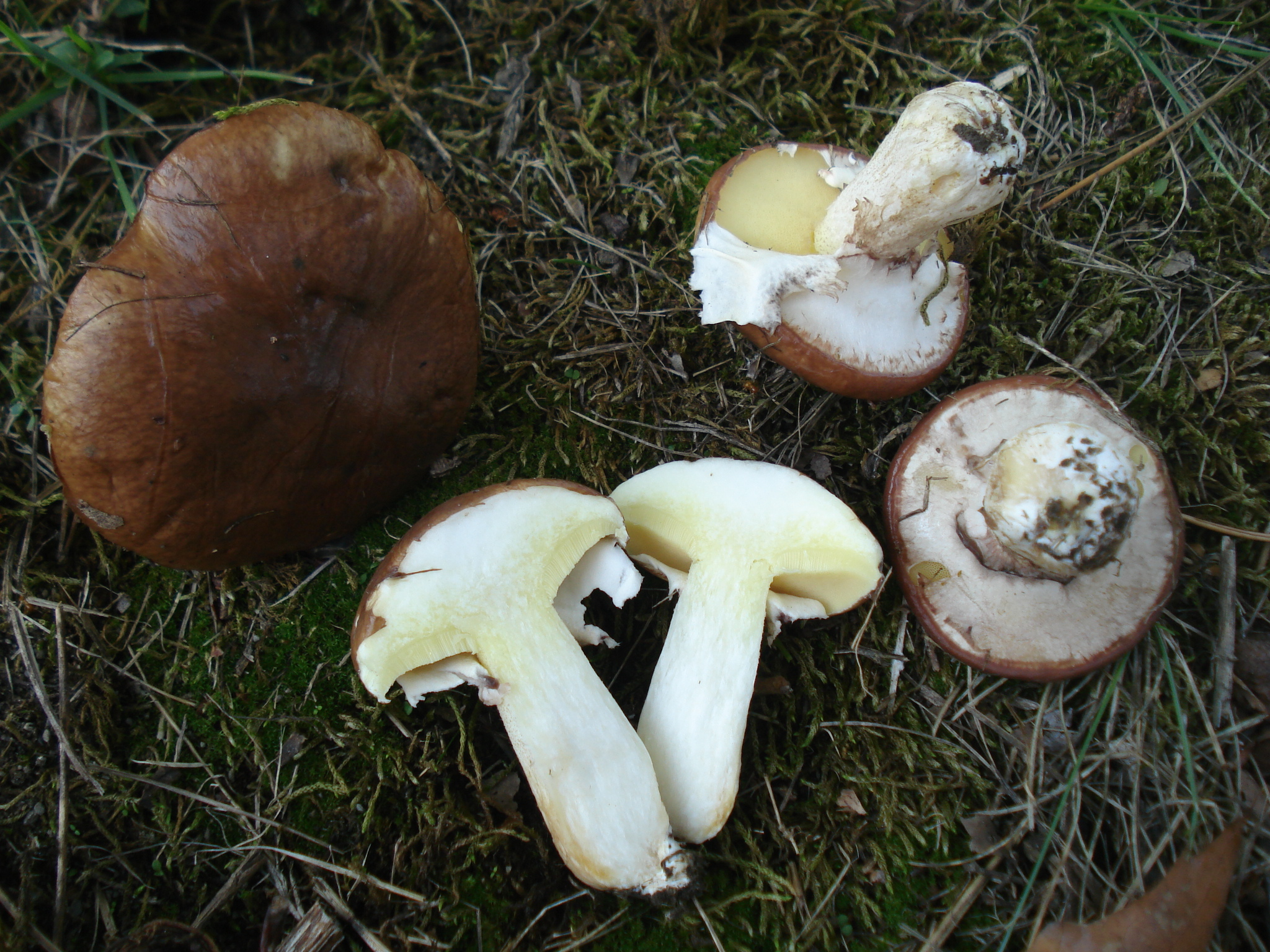
S. luteus,  secțiune longitudinală
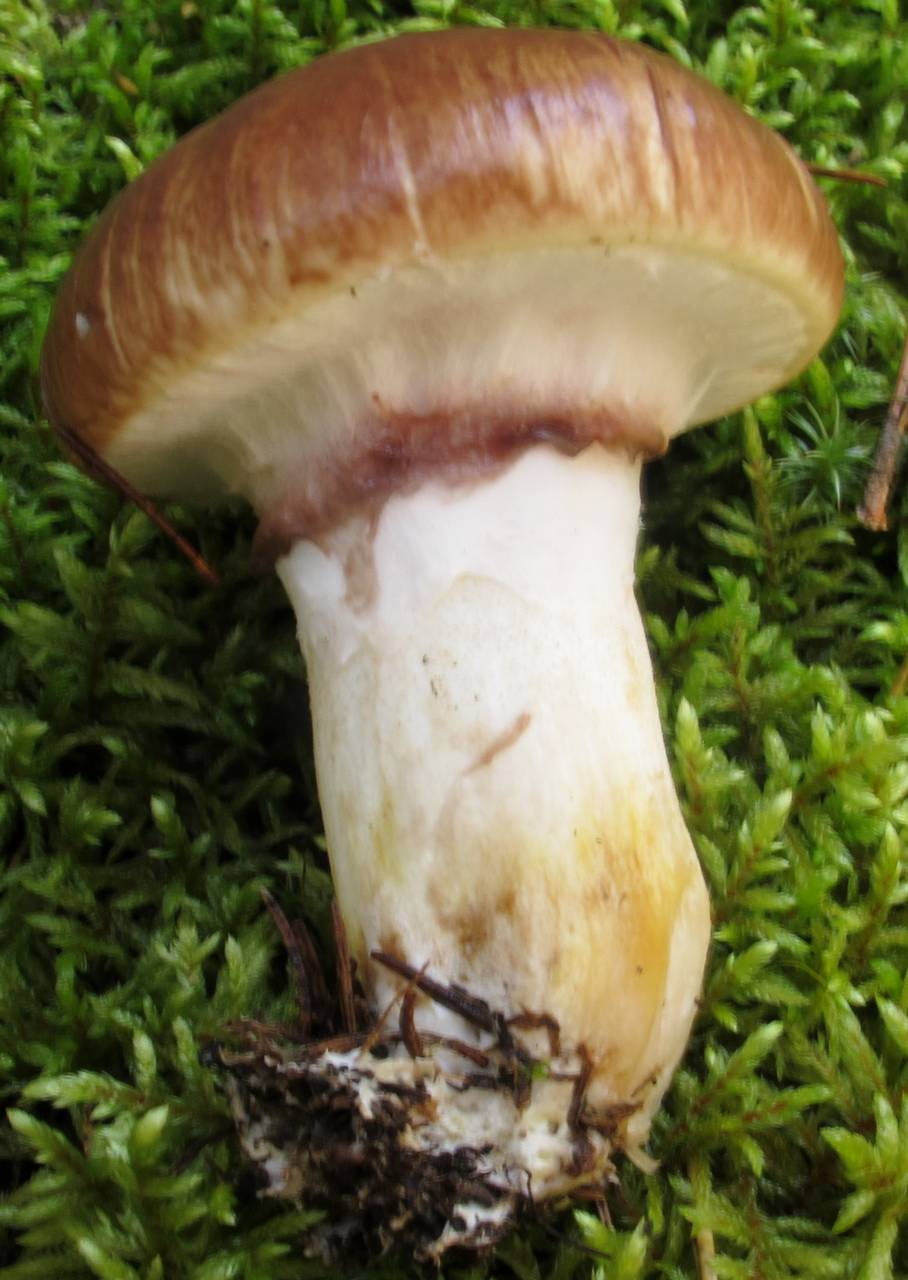
S. luteus  tânăr
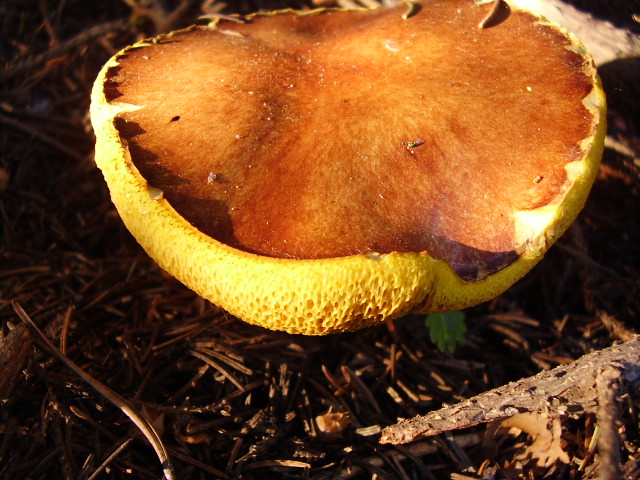
S. luteus bătrân
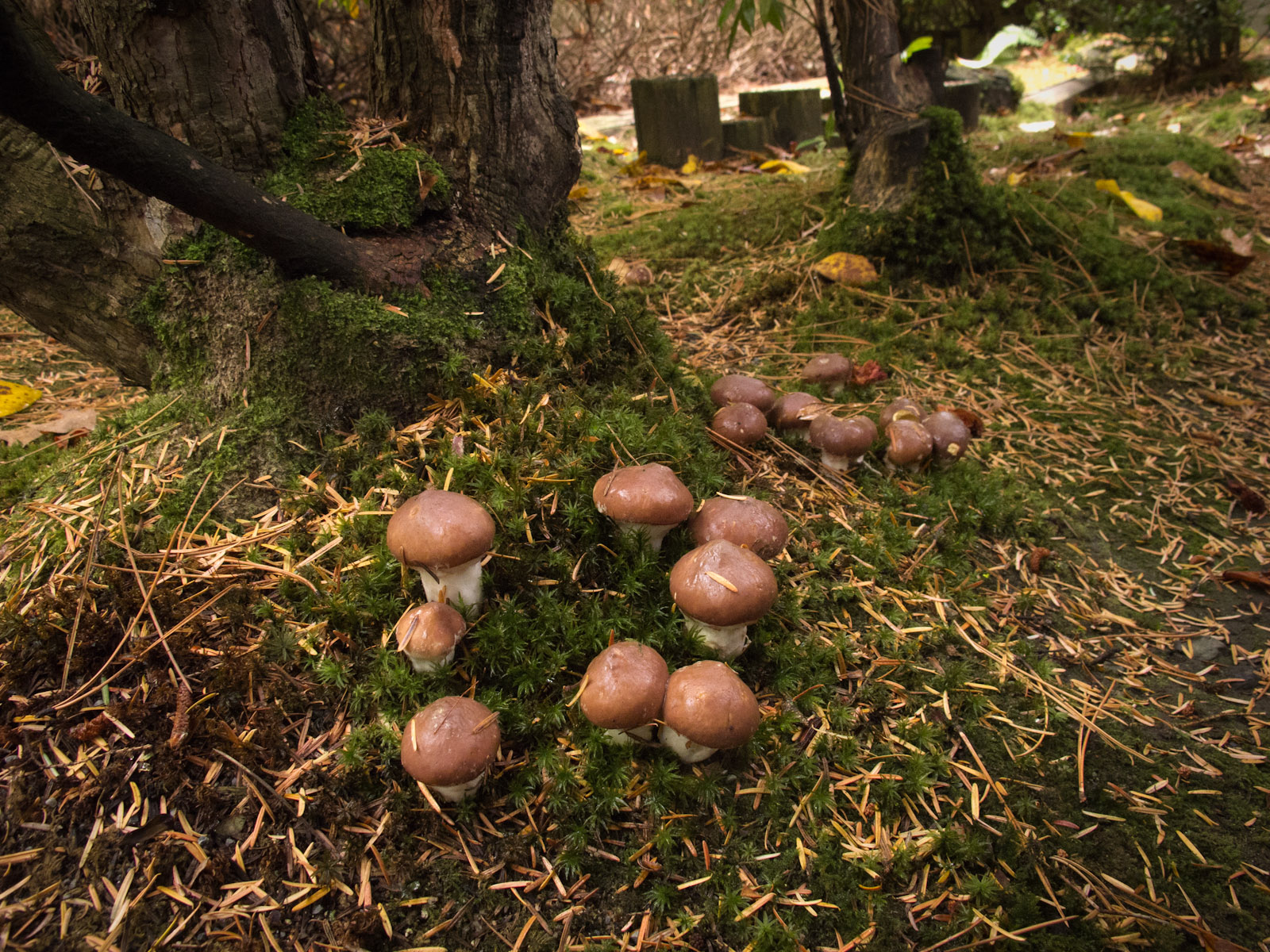
S. luteus, dezvoltarea în grup

## Confuzii
Buretele poate fi confundat cu alte specii din genul Suillus precum soiuri foarte apropiate, cu toate comestibile, cum sunt: Boletus rubellus, sin. Hortiboletus rubellus, Chalciporus piperatus, sin. Boletus piperatus, Gomphidius glutinosus, Gyrodon lividus, Suillus bovinus, Suillus collinitus, Suillus flavidus, Suillus granulatus, Suillus grevillei, Suillus plorans, Suillus variegatus, Suillus viscidus comestibil, (se dezvoltă sub larici), Xerocomus badius, Xerocomellus chrysenteron sin. Xerocomus chrysenteron, Xerocomus spadiceus sau Boletus subtomentosus.

## Specii asemănătoare

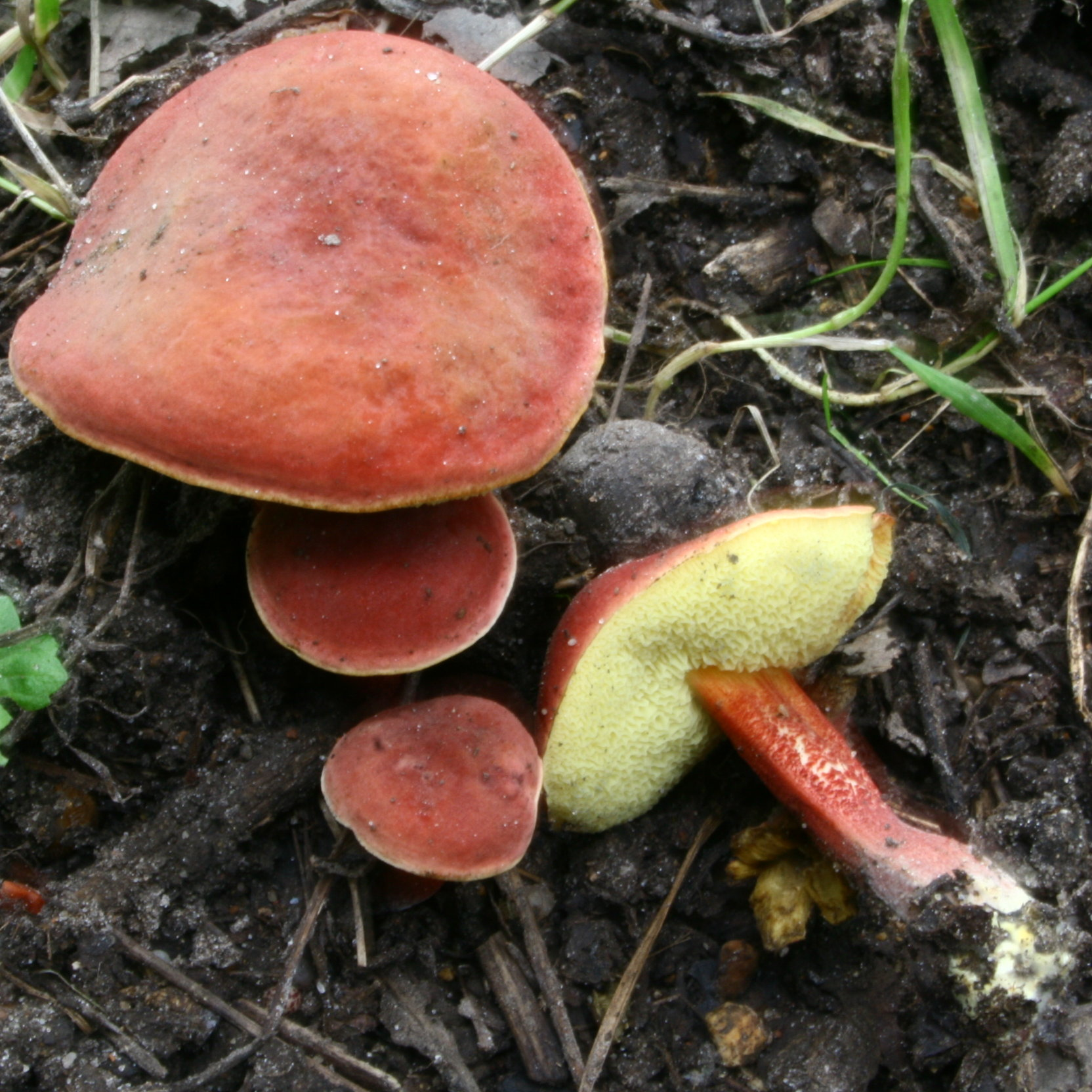
Boletus rubellus sin. Hortiboletus rubellus
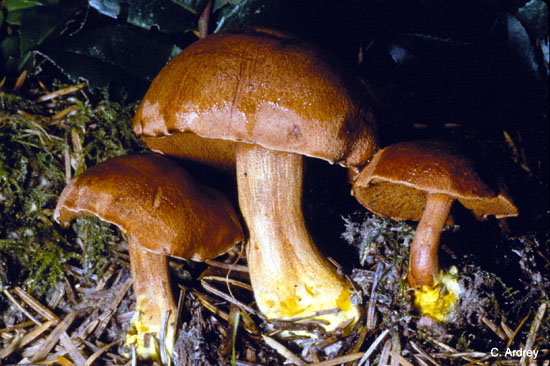
Chalciporus piperatus
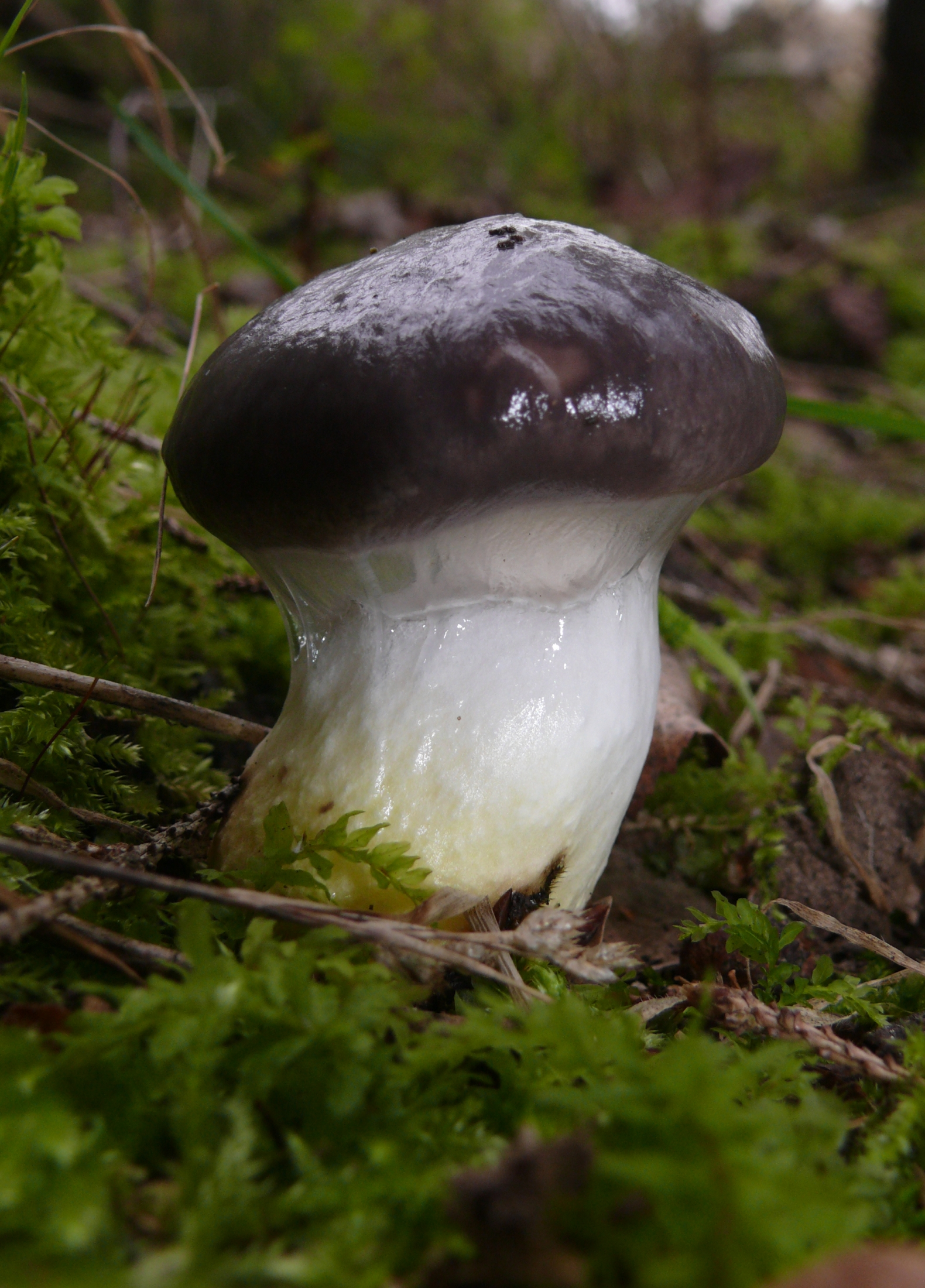
Gomphidius glutinosus
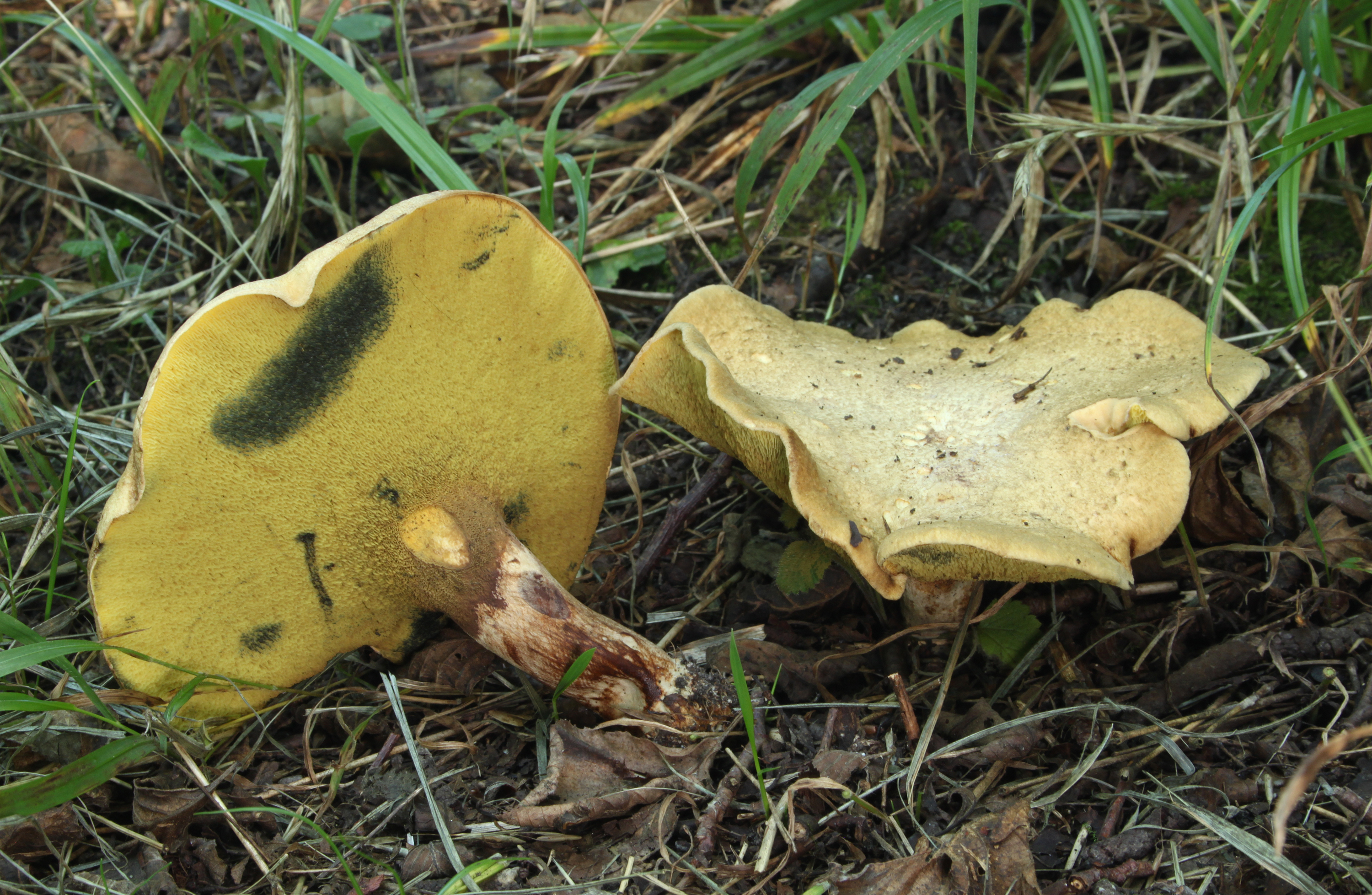
Gyrodon lividus
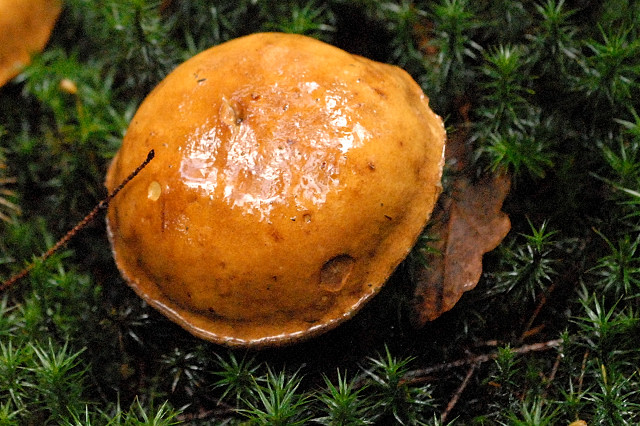
Suillus bovinus
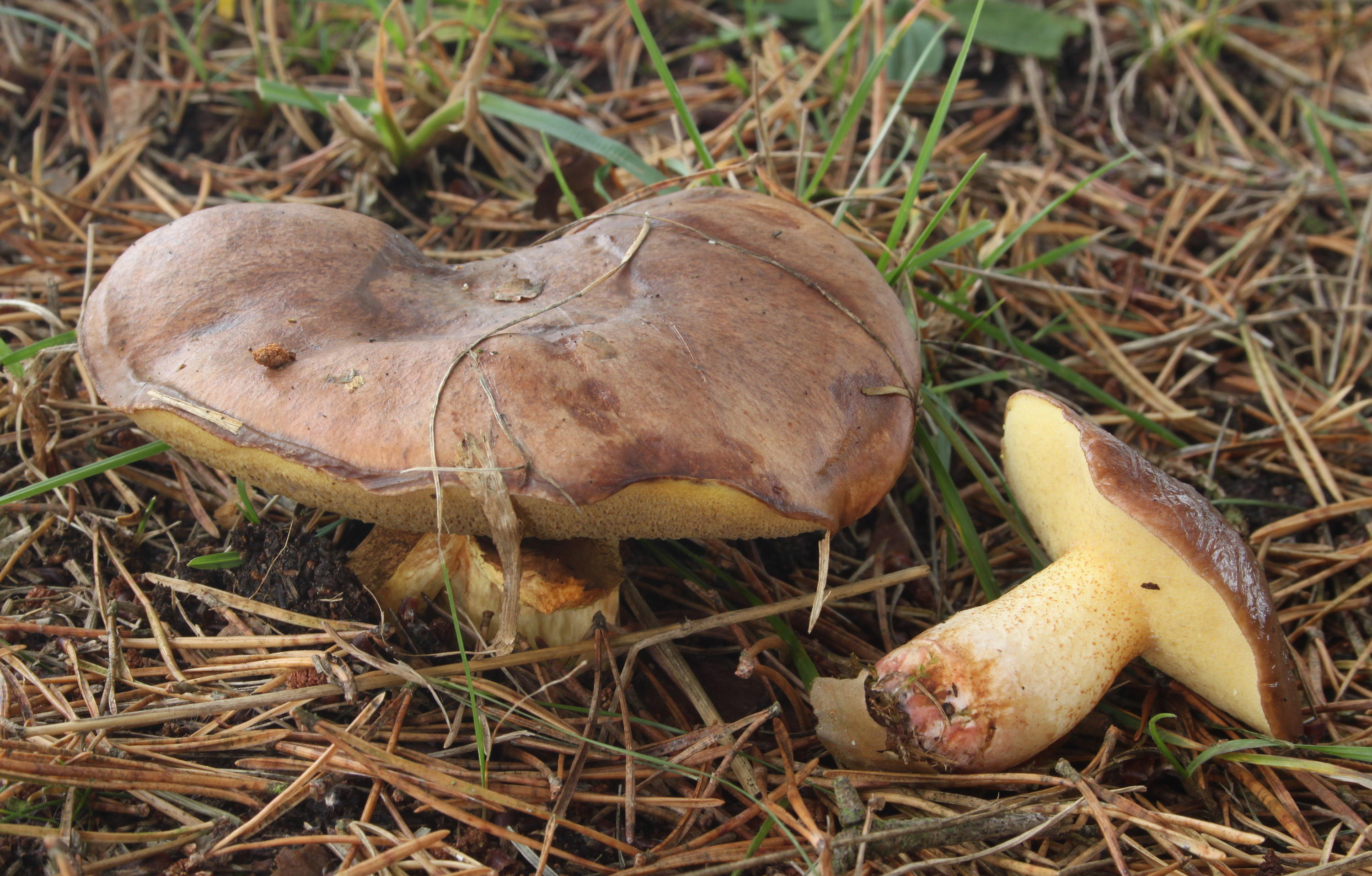
Suillus collinitus

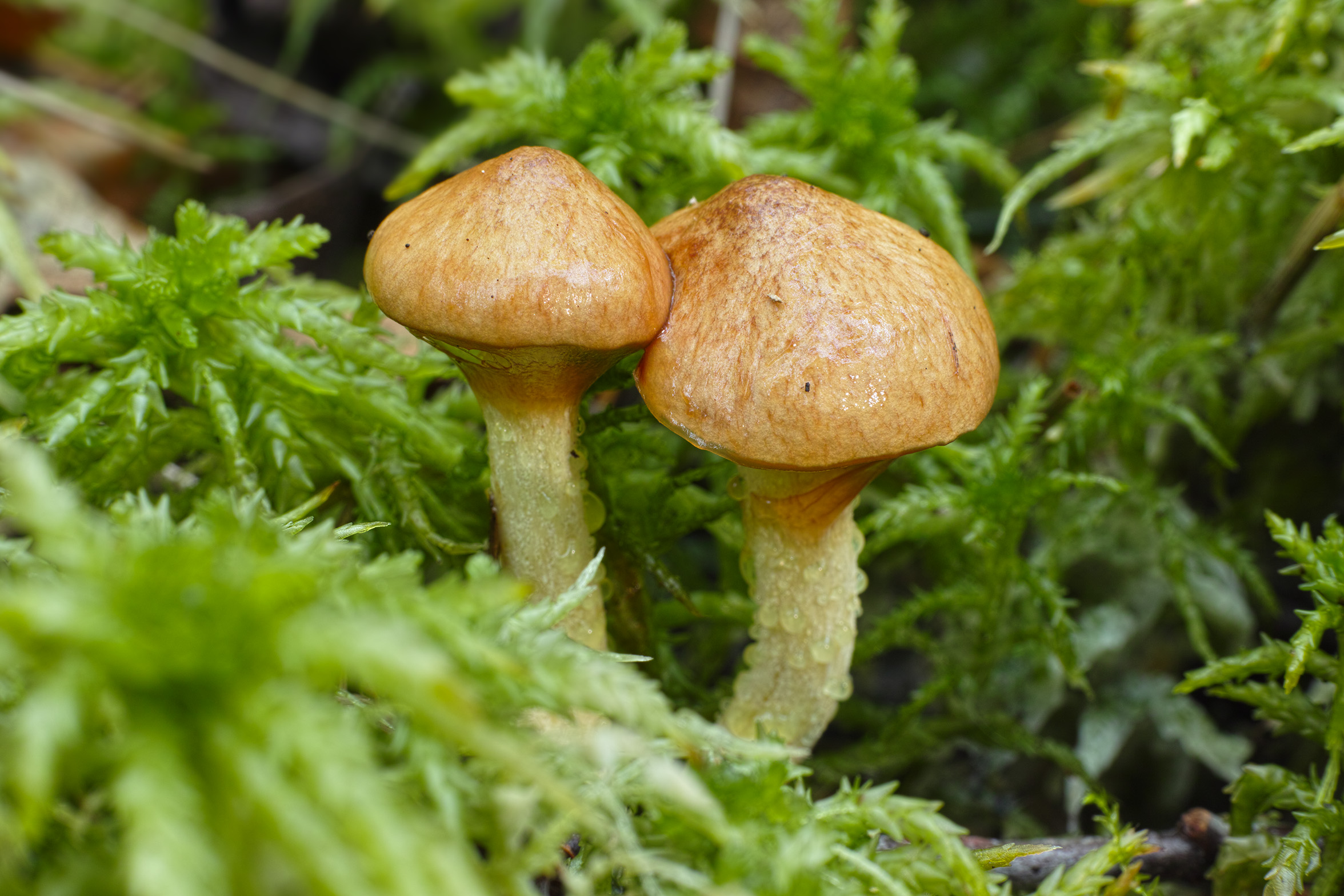
Suillus flavidus
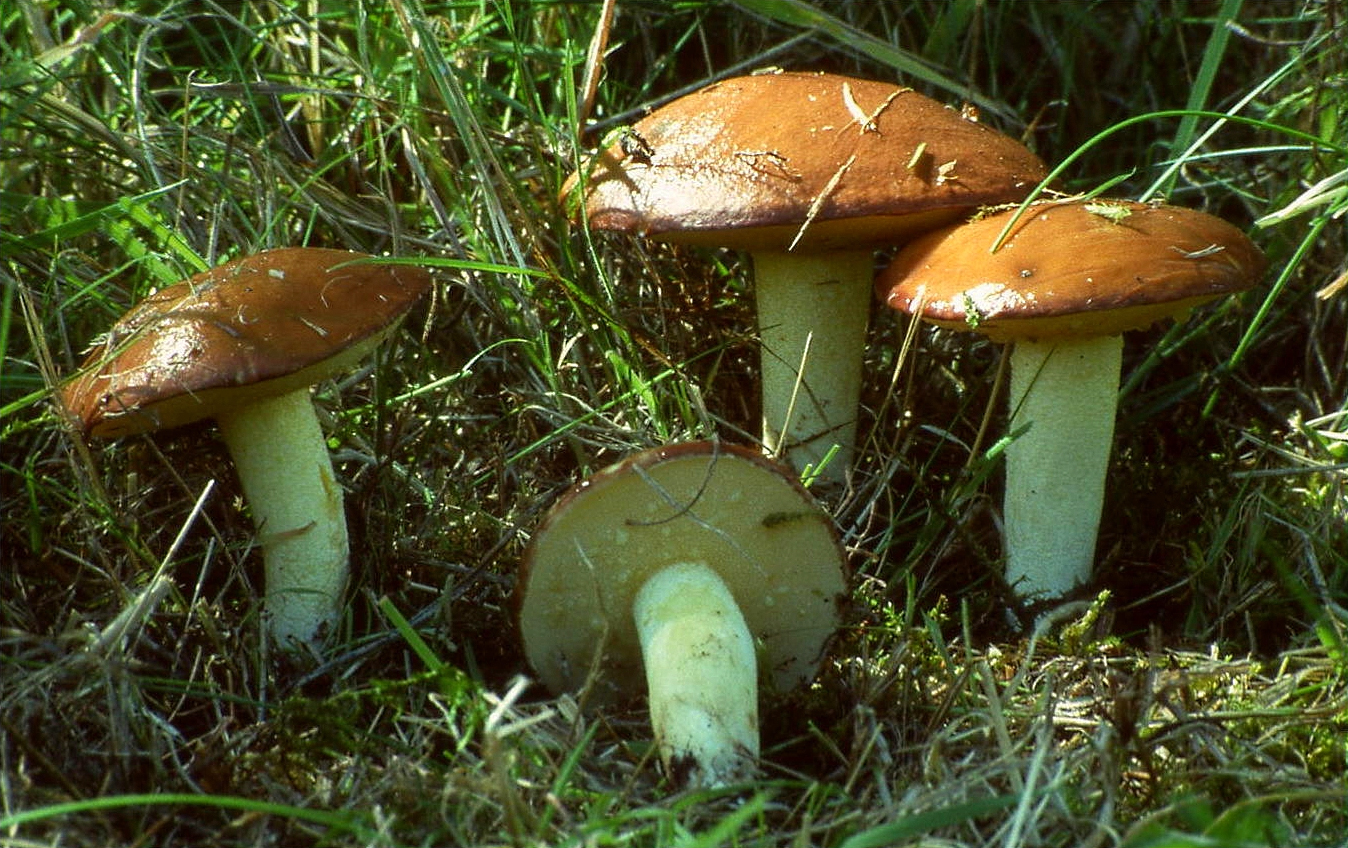
Suillus granulatus
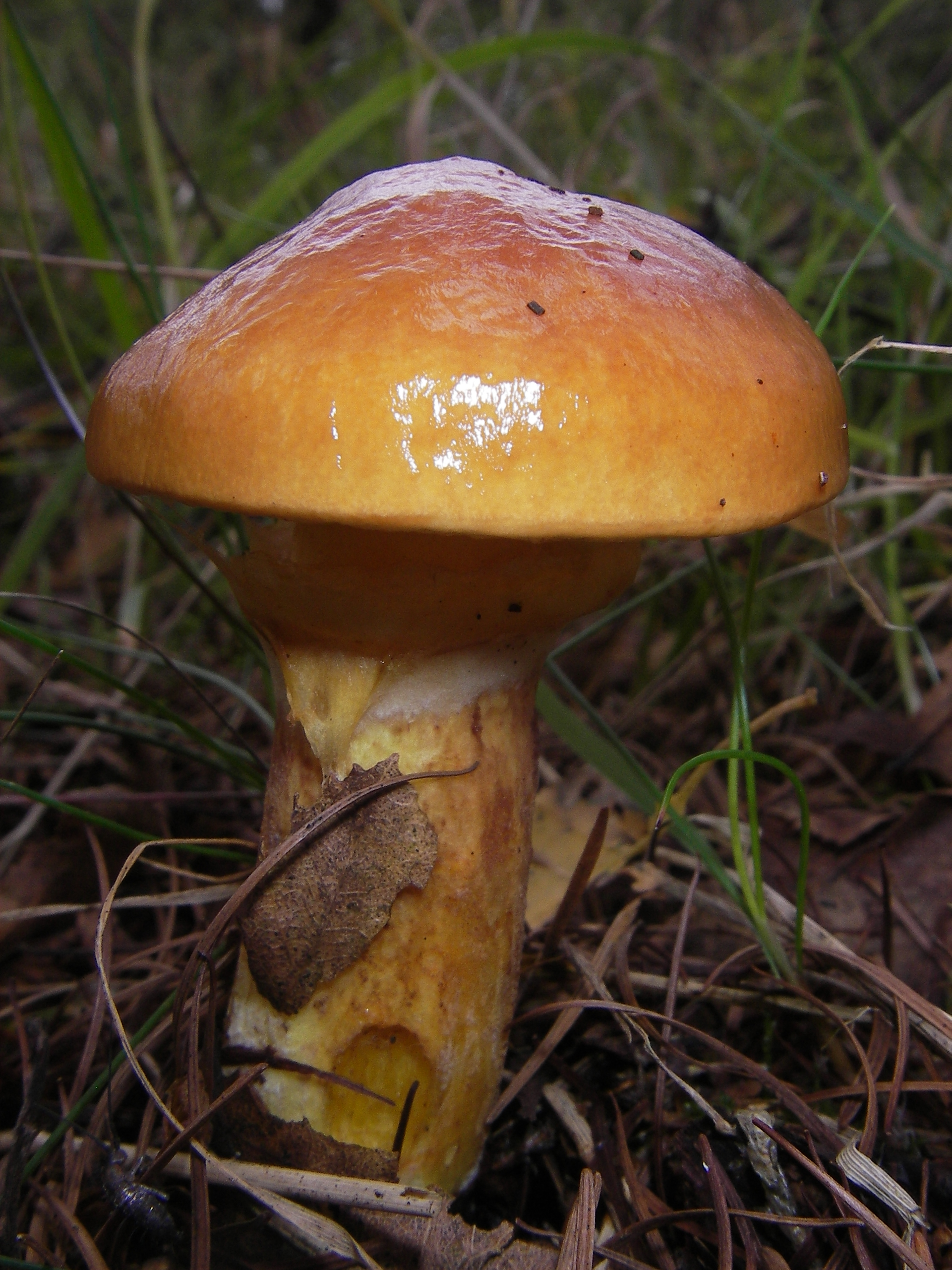
Suillus grevillei
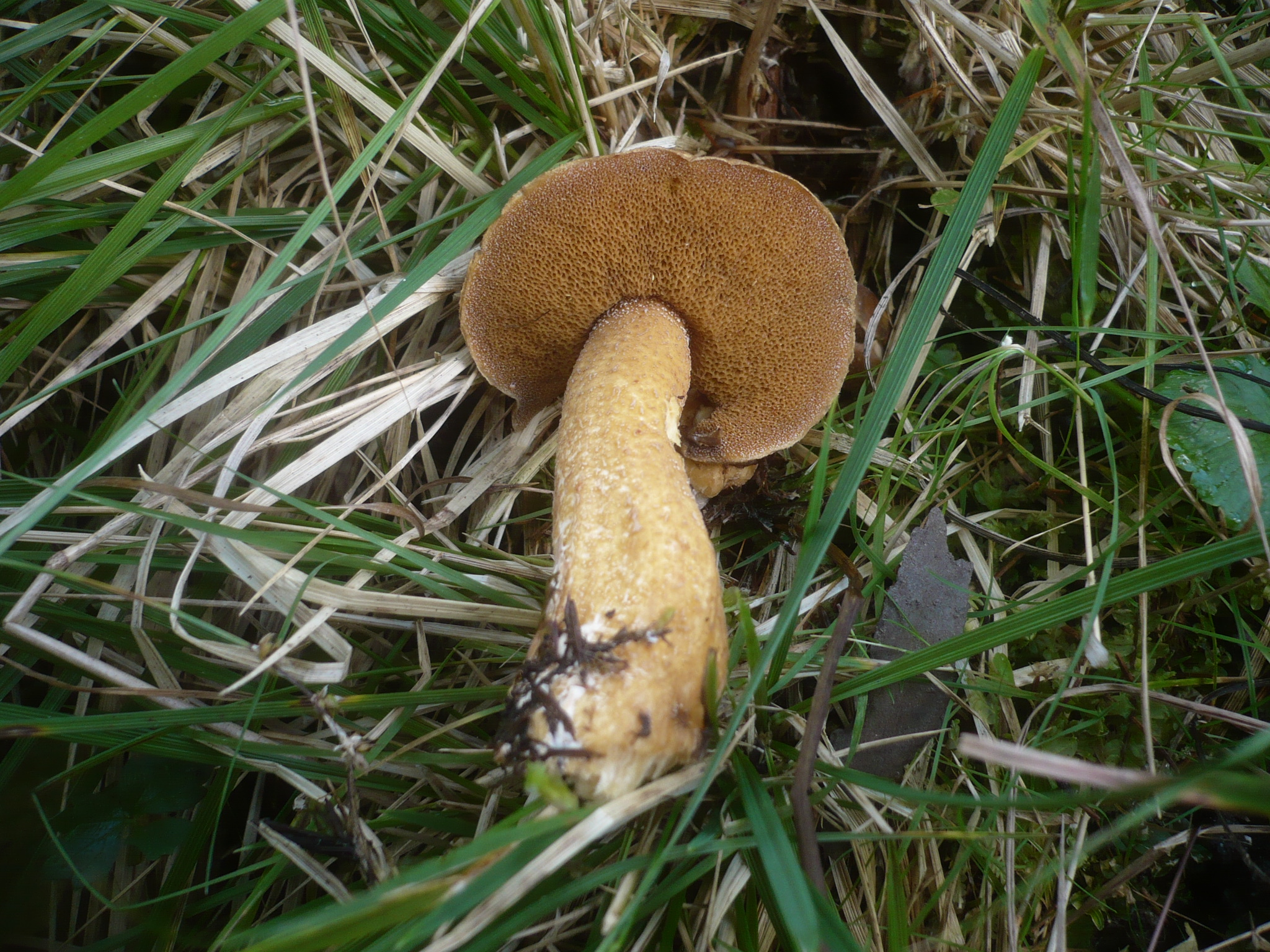
Suillus plorans
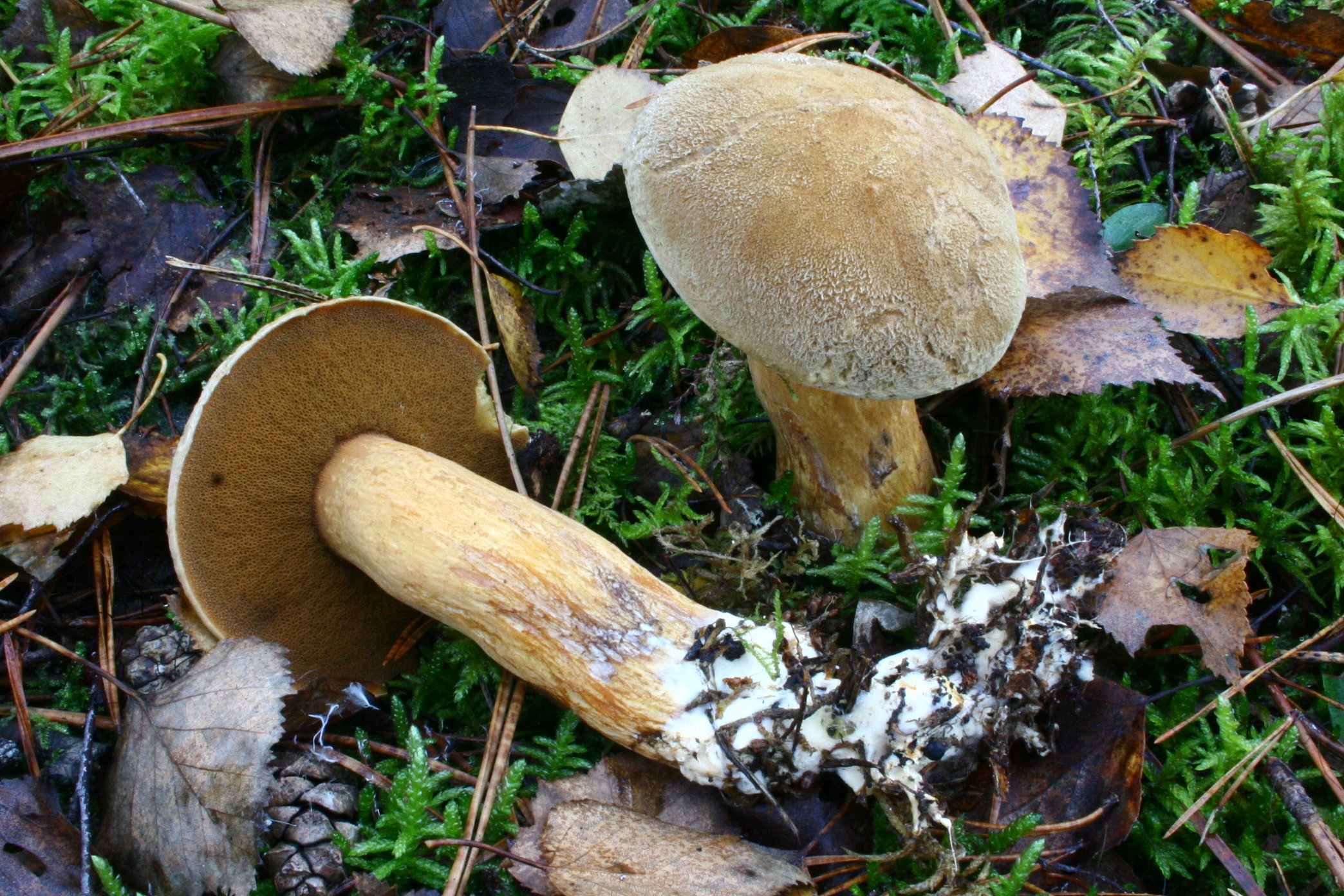
Suillus variegatus

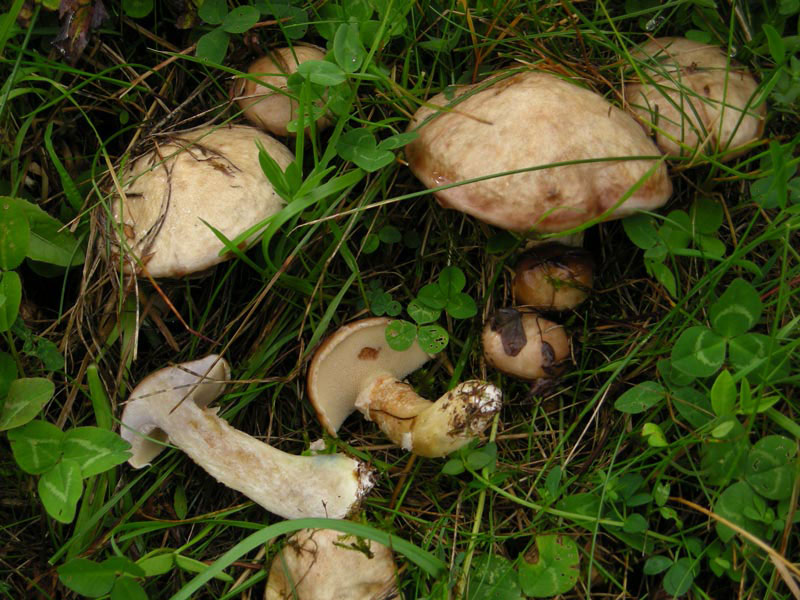
Suillus viscidus
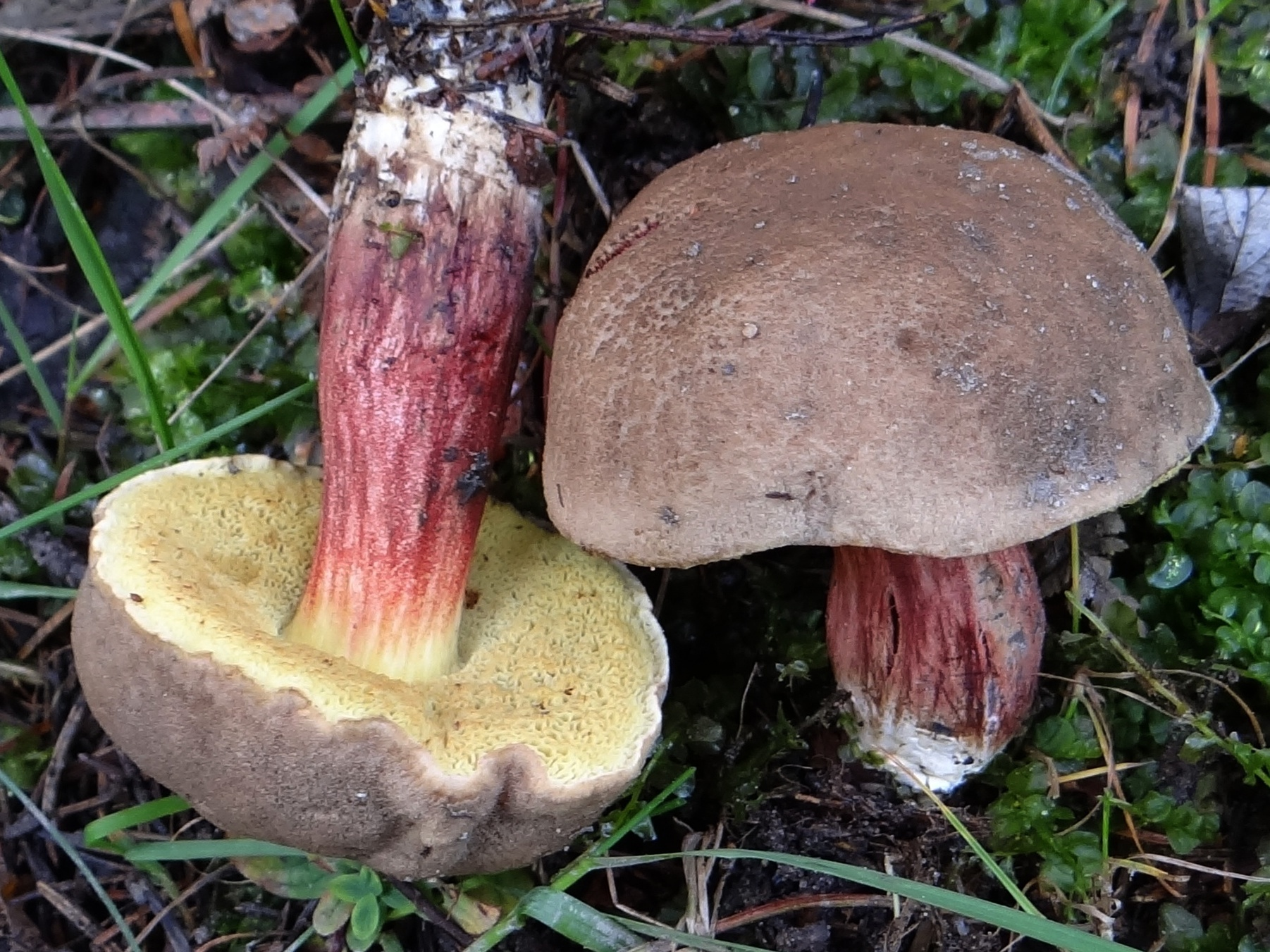
Xerocomellus chrysenteron
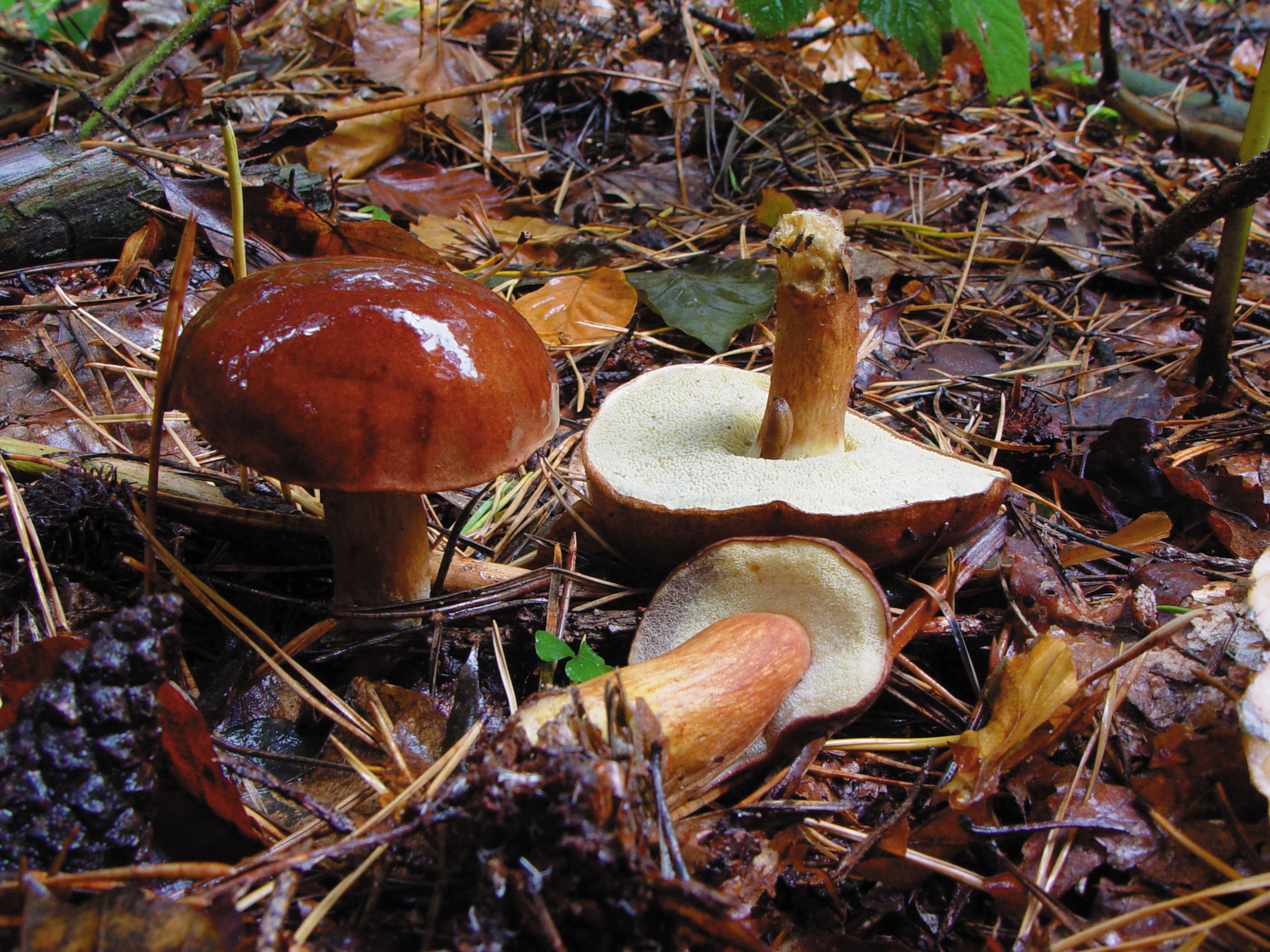
Xerocomus badius
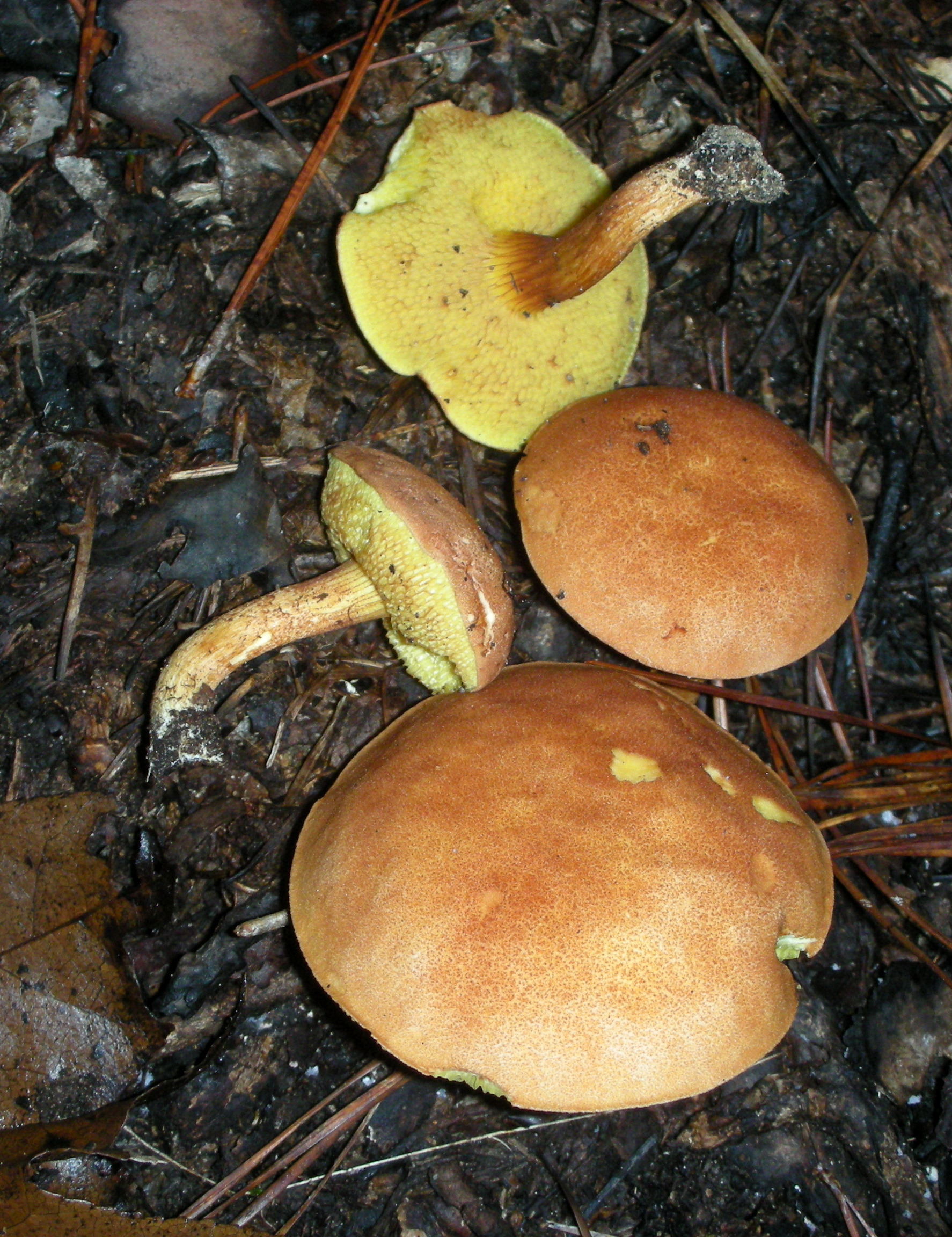
Xerocomus spadiceus
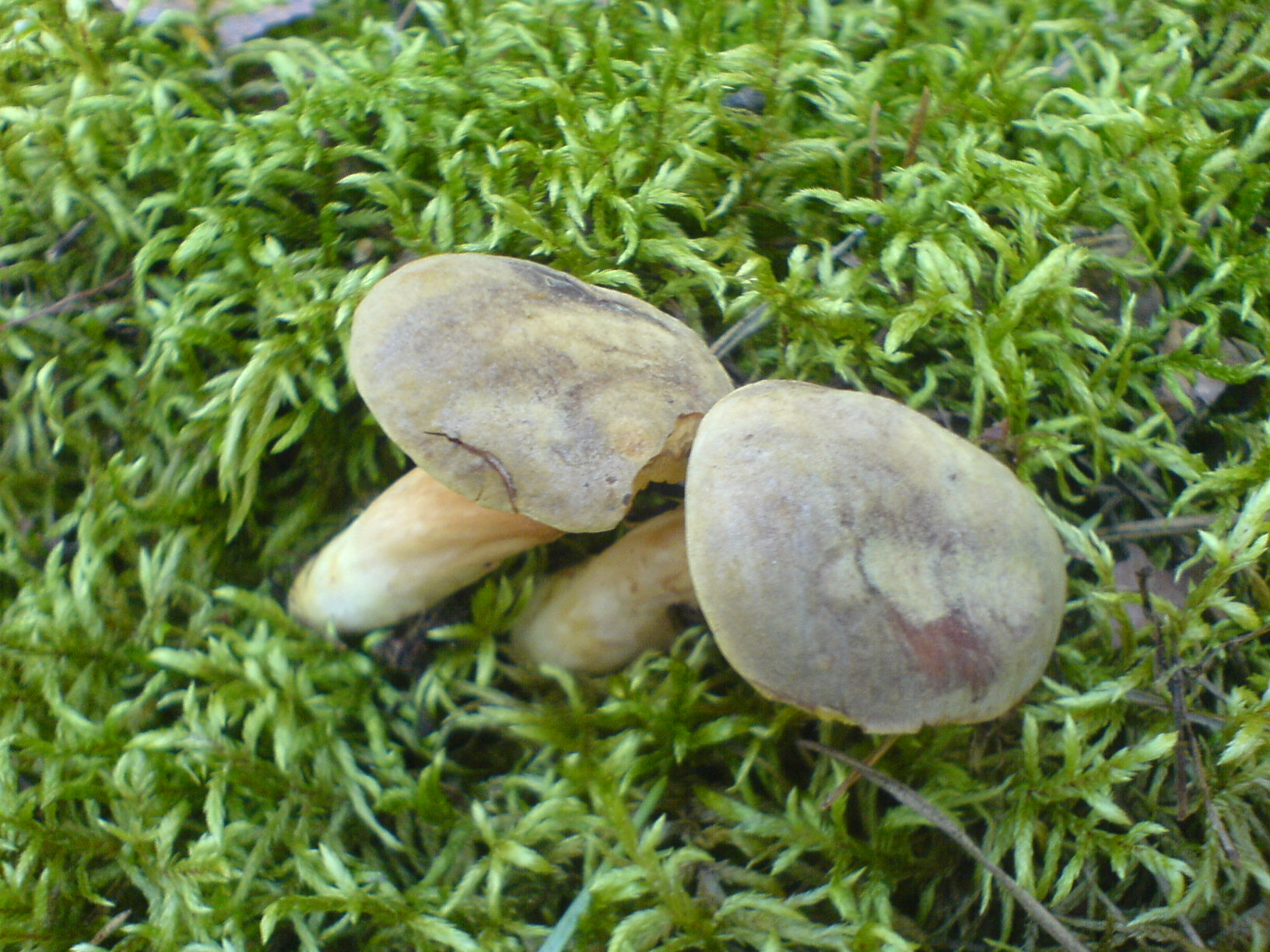
Xerocomus subtomentosus

## Valorificare
Turta vacii este foarte gustoasă, mai ales în stadiu tânăr. Datorită gustului fin, ea ar trebui să nu fie pregătită împreună cu ciuperci de gust dominant. Bureții se potrivesc într-un sos, ca mâncare, prăjiți, răcoriți și apoi amestecații cu un tătar de vită sau ca adăugare la jumări de ou. Ei nu se potrivesc pentru uscat. La exemplare umede se îndepărtează cuticula lipicioasă (cel mai bine deja în pădure) precum la cele mai bătrâne și porii. Cuticula trebuie îndepărtată și din indicații medicale: s-a dovedit că ea poate să provoace, fiind ingerată, iritații gastro-intestinale destul de neplăcute. Cuticula și porii sunt ușor de îndepărtat (vezi filmul 1 de mai jos). 